# Рибалочка (рід)
Рибалочка (Alcedo) — рід сиворакшоподібних птахів родини рибалочкових (Alcedinidae). На відміну від багатьох рибалочкових, усі представники роду Alcedo є спеціалізованими рибоїдами. Усі вони мають синє пір'я на верхній частині тіла, а більшість видів мають чорний дзьоб. За винятком блакитного рибалочки, усі вони мають рудий колір оперення. У самиці зазвичай більше червоного кольору на нижній щелепі, ніж у самця.

## Види
Рід нараховує 8 видів:
- Рибалочка лазуровий (Alcedo coerulescens)
- Рибалочка смугастоволий (Alcedo euryzona)
- Рибалочка малазійський (Alcedo peninsulae)
- Рибалочка бірюзовий (Alcedo quadribrachys)
- Рибалочка темно-синій (Alcedo meninting)
- Рибалочка блакитний (Alcedo atthis)
- Рибалочка кобальтовий (Alcedo semitorquata)
- Рибалочка-геркулес (Alcedo hercules)